# Liturgusa guyanensis
Liturgusa guyanensis är en bönsyrseart som beskrevs av Scott LaGreca 1939. Liturgusa guyanensis ingår i släktet Liturgusa och familjen Liturgusidae. Inga underarter finns listade i Catalogue of Life.